# Gocheon-dong
Gocheon-dong (koreanska: 고천동) är en stadsdel i staden Uiwang i provinsen Gyeonggi i den nordvästra delen av Sydkorea, 25 km söder om huvudstaden Seoul.